# Sporting Clube Praia Cruz
Sporting Praia Cruz is een voetbalclub in Sao Tomé en Principe uit Praia Cruz, een voorstadje van Sao Tomé-stad in het district Água Grande. De club speelt in de eilandcompetitie van Sao Tomé, waarvan de kampioen deelneemt aan het voetbalkampioenschap van Sao Tomé en Principe, de eindronde om de landstitel. De clubs reeds vanaf de oprichting gelieerd aan Sporting Lissabon en de clubkleur is groen.
De club is de meest succesvolle club uit de historie van het Santomese voetbal, zo werd de club zeven keer landskampioen (een record), acht keer eilandkampioen en zes keer bekerwinnaar. De club heeft ook een vrouwenteam, dat uitkomt in het vrouwenvoetbalkampioenschap van Sao Tomé en Principe. In 2008 won het vrouwenelftal van Sporting Praia Cruz de beker.

## Erelijst
Landskampioen1982, 1985, 1994, 1999, 2007, 2013, 2015
Eilandkampioen1982, 1985, 1994, 1999, 2007, 2012, 2013, 2015
Bekerwinnaar1982, 1993, 1994, 1998, 2000, 2015
Eerste niveau: FC Aliança Nacional · Bairros Unidos FC · UD Correia · Folha Fede · Juba Diogo Simão · FC Neves · Praia Cruz · UDRA · Vitória FC · Santana FC
Tweede niveau: Agrosport · Amador · Guadalupe · Inter Bom-Bom · Desportivo Marítimo · Kê Morabeza · Oque d'El Rei · Porto Alegre · Ribeira Peixe · Trindade FC
Derde niveau: Andorinha Sport Club · Boavista · Desportivo Conde · Cruz Vermelha · Diogo Vaz · Otótó · Santa Margarida · Sporting São Tomé · UDESCAI · Varzim FC
Voormalige clubs: 6 de Setembro · Bela Vista · Os Dinâmicos ·  Palmar